# 彼得斯贝格协议

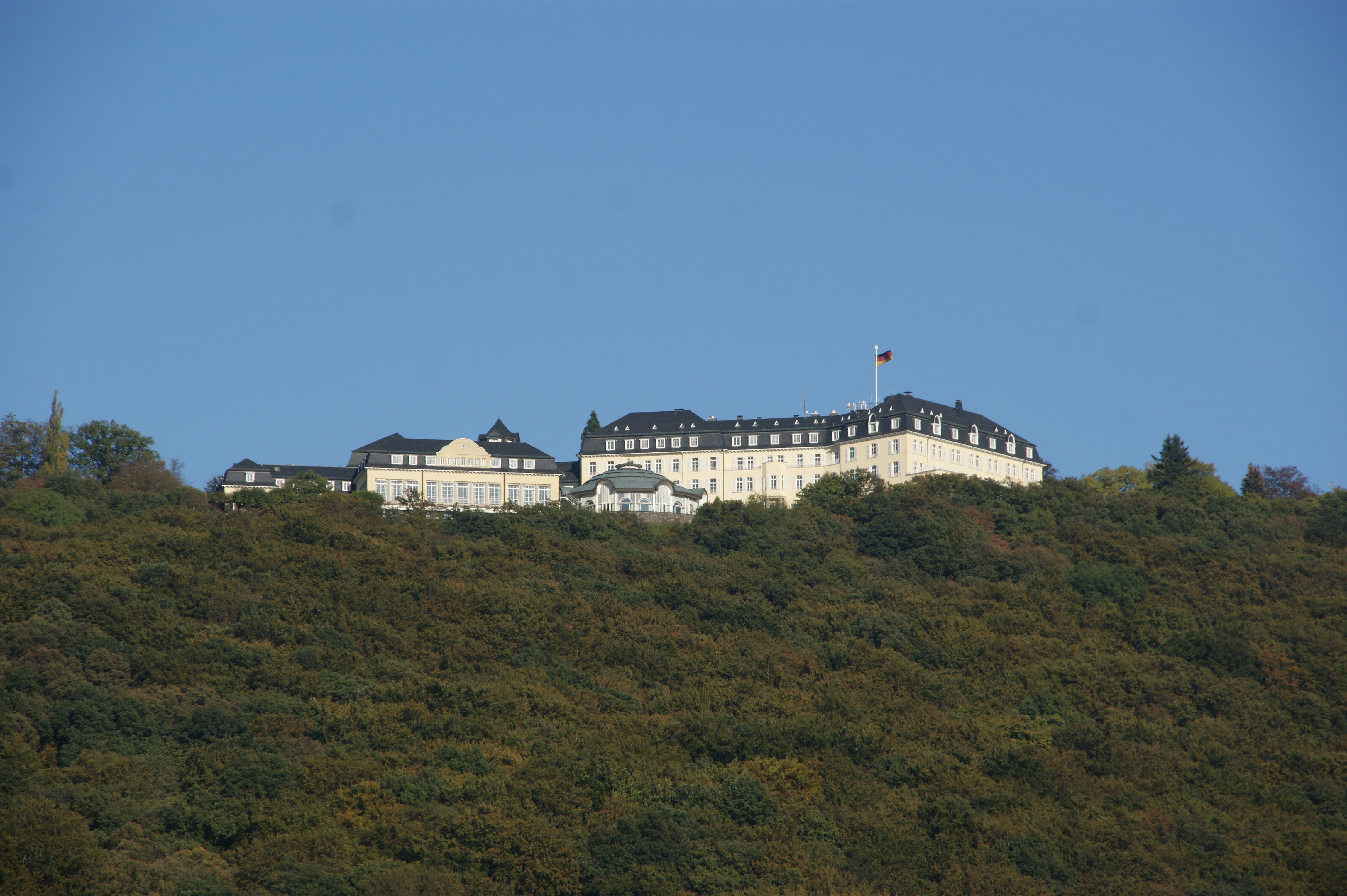
彼得堡饭店

彼得斯贝格协议（德语：Petersberger Abkommen；英语：Petersberg Agreement）是1949年11月22日签署的一项旨在扩大联邦德国（西德）在英国、法国、美国占领下权利的国际协议，被视为联邦德国走向主权国家的第一步。协议由联邦德国首相康拉德·阿登纳和盟军最高委员会布赖恩·休伯特·罗伯逊（英国）、安德烈·弗朗索瓦-蓬塞（法国）、约翰·J·麦克洛伊（美国）签署，签署于今德国波恩附近的彼得斯贝格饭店内。

## 主要协议
- 允许西德作为联合成员加入欧洲委员会。
- 西德就美国马歇尔计划签署协议，接受援助。
- 西德同意派代表参加鲁尔国际权威会议，接受对鲁尔地区的多国治理方案。
- 西德同意继续非军事化，不建立独立军队，支持占领军工作。
- 西德被允许参与国际贸易，并可建立领事关系（但建立外使馆仍被禁止）。
- 西德政府将根据基本法，对公民进行自由、宽容和人性化的治理，同时全力避免极权主义的复苏。
- 盟军调整在一些占领区内拆卸德国工厂及设备作为战争赔款的政策，比如柏林市。
- 西德可以广泛参与世界性组织。
- 以立法的形式保护企业的并购行为。
- 减弱对德国造船业的限制。